# Gonomyia resoluta
Gonomyia resoluta är en tvåvingeart som beskrevs av Alexander 1950. Gonomyia resoluta ingår i släktet Gonomyia och familjen småharkrankar. Inga underarter finns listade i Catalogue of Life.